# Carnaval da Itália
O Carnaval da Itália tem como característica a tradição das pessoas se mascararem.  Nos séculos XV e XVI, os Médicos em Florença organizaram grandes carros mascarados chamados "triunfos" e acompanhado por músicas do carnaval, ou seja, músicas para dançar, mesmo que Lorenzo, o Magnífico, foi o autor. Famoso é o triunfo de Baco e Ariadne escrito apenas por Lorenzo, o Magnífico. Em Roma, de regra papal foram realizadas, em vez de corridas Barroco (cavalos) e "raça de moccoletti" na qual os participantes tentaram sair uns aos outros.
O Carnaval de Veneza e o Carnaval de Viareggio são considerados um dos maiores do mundo. Sua fama, transcende as fronteiras nacionais e é capaz de atrair turistas de Itália e do exterior. O Carnaval de Veneza é conhecido pela beleza das fantasias, a pompa das festividades e é composto de vários dias de manifestações: exposições de arte, desfiles de moda, apresentações teatrais, etc. 
O Carnaval de Viareggio é caracterizado por carros alegóricos que desfilam nos domingos entre janeiro e fevereiro, e que possuem enormes esculturas de papel-machê, que retraram caricaturas de homens famosos no campo da política, cultura e entretenimento, cujos traços característicos, especialmente os recursos são sublinhados com sátira e ironia. Os carros desfilam ao longo do passeio em Viareggio, uma avenida que corre ao longo de dois quilômetros entre a praia e as construções em estilo Art Nouveau com vista para o mar Tirreno.
O Carnaval italiano foi o tema principal da cerimônia de encerramento dos XX Jogos Olímpicos de Inverno em Fevereiro 26, 2006, no Stadio Olimpico, em Turim (antiga City Stadium). Um show seguido por cerca de 800 milhões de telespectadores que viram o principal máscaras do Carnaval de Viareggio e os ícones da tradição italiana.

## Principais carnavais em cada cidade fora do país e dentro
- Carnaval d'Abruzzo a Francavilla al Mare (CH)
- carnaval de Acireale (CT)
- carnaval de Acquapendente (VT)
- carnaval de Acquasparta (TR)
- carnaval de Alba Adriatica (TE)
- Carnaval de Vale de Alcântara a Francavilla de Sicilia (ME)
- carnaval de Amantea (CS)
- carnaval Ambrosiano de Milano
- carnaval Aretino Orciolaia de Arezzo
- carnaval de Ascoli Piceno
- carnaval de Bagolino (BS)
- carnaval de Bonorva (SS)
- carnaval de Bosa (OR)
- carnaval de Busseto(PR)
- carnaval de Capua (CE)
- carnaval de Canicattì (AG)
- carnaval de Capaccio  (SA)
- carnaval de Carignano (TO)
- carnaval de Carpenedolo (BS)
- carnaval de Carpi (MO)
- carnaval de Castel Goffredo (MN)
- carnaval de Castellana Sicula (PA)
- carnaval de Castelnovo de Sotto (RE)
- carnaval de Castelvetere sul Calore (AV)
- carnaval de Cavezzo (MO)
- carnaval d'Amare Catanzaro e Soverato (CZ)
- carnaval de Cegni (PV)
- carnaval de Cento (FE)
- carnaval de Cinisi (PA)
- carnaval de Cittanova (RC)
- carnaval de Civita Castellana (VT)
- carnaval Cremasco de Crema (CR)
- carnaval Dauno de Manfredonia (FG)
- carnaval de Decima de Roma
- carnaval de Fano (PU)
- carnaval de Foiano della Chiana (AR)
- carnaval de Follonica
- carnaval de Fossa (MO)
- carnaval de Frosinone - Festa della Radeca
- carnaval de Gallipoli (LE)
- carnaval de Gambettola
- carnaval de Gela
- carnaval Guspinese de Guspini (VS)
- carnaval de Ivrea
- carnaval de Larino
- carnaval de Latina
- carnaval delle Madonie (Castellana Sicula)
- carnaval de Macerata
- carnaval de Mamoiada
- carnaval de Marino ('U Carnevalone)
- carnaval de Massafra
- carnaval de Melilli (SR)
- carnaval de Milano
- carnaval de Misterbianco
- carnaval de Modena
- carnaval de Monteforte d'Alpone (VR)
- carnaval de Montemarano
- carnaval de Muggia
- carnaval de Offida
- carnaval storico de Ormea
- carnaval de Ottana (NU)
- Sartiglia a Oristano
- carnaval de Palma Campania
- carnaval Palmese
- carnaval de Palmi (RC)
- carnaval de Paternò (CT)
- carnaval de Paternopoli (AV)
- carnaval de Poggio Mirteto
- carnaval de Polistena (RC) - versione invernale ed estiva
- carnaval del Pollino - Castrovillari (CS)
- carnaval de Putignano
- carnaval dei Ragazzi de Sant'Eraclio de Foligno (PG)
- carnaval de Regalbuto
- Lachera de Rocca Grimalda (AL)
- carnaval de Ronciglione
- carnaval de San Gavino Monreale
- carnaval Storico Persicetano (Bologna)
- carnaval de San Mauro Pascoli
- carnaval de San Pietro in Casale
- carnaval de Santa Croce sull'Arno (PI)
- carnaval Storico de Santhià (VC)
- carnaval de Saviano
- carnaval de Sciacca (AG)
- carnaval de Tempio Pausania
- carnaval de Termini Imerese (PA)
- carnaval Terranovese de Poggio Imperiale (FG)
- carnaval de Tivoli
- carnaval de Torino (Carlevé ëd Turin)
- carnaval de Trezzo sull'Adda (MI)
- carnaval de Tricarico (Lucania)
- carnaval de Valderice (TP)
- carnaval del Veneto - Casale de Scodosia (PD)
- carnaval de Veneza
- carnaval de Verona
- carnaval de Viareggio
- carnaval de Villa Literno

- carnaval Acquedolcese